# In My Element
In My Element è il terzo album in studio del musicista statunitense Robert Glasper, pubblicato nel 2007.

## Tracce
Tutte le tracce sono state scritte da Robert Glasper, eccetto dove indicato.

1. G&B – 8:29
2. Of Dreams to Come – 8:11
3. F.T.B. – 5:57
4. Y'outta Praise Him (Intro) (Glasper, Tribett) – 3:35
5. Y'outta Praise Him – 6:46
6. Beatrice (Sam Rivers) – 8:56
7. Medley: Maiden Voyage / Everything in Its Right Place (Herbie Hancock/Radiohead) – 8:43
8. J Dillalude (Glasper, James Yancey) – 4:26
9. Silly Rabbit – 7:20
10. One for 'Grew – 6:33
11. Tribute – 3:43

## Formazione
- Robert Glasper – piano
- Vicente Archer – basso
- Damion Reid – batteria
- Reverend Joe Ratliff – spoken word in Tribute